# 洪堡足球俱乐部
洪堡足球俱乐部（德語：FC 08 Homburg）是一家位于德国萨尔州洪堡的足球俱乐部。1908年6月15日，在洪堡当地的霍亨伯格酒吧，17个青年男子创立了一个名叫Fussball Club Homburg（洪堡足球俱乐部）的俱乐部，这即是此俱乐部历史的开端。

## 历史
1913年2月，俱乐部改名为Fussballverein Homburg（洪堡足球协会），并夺得了那个赛季本地比赛的冠军。20年代中期，洪堡俱乐部征战于次级联赛。然而在1936年8月27日俱乐部宣告解散。新的从事多项体育运动的俱乐部在1937年3月5日成立，定名为VfL Homburg（洪堡体育协会），新俱乐部融合了原来的洪堡体操俱乐部（Turnverein 1878 Homburg）、洪堡游泳俱乐部（Schwimmverein Homburg）、洪堡举重俱乐部（Kraftsportverein Homburg）、洪堡拳击俱乐部（Boxclub Homburg）、洪堡网球俱乐部（Tennis-Club Homburg），同时吸纳已解散的洪堡足球协会的成员。足球队员们再次参加了第二级联赛，两次进入升级附加赛（1938年、1941年），但却在附加赛中败北，无缘顶级联赛德國足球省際聯賽西南区。
第二次世界大战后，盟军占领当局解散了德国所有类型的协会，足球俱乐部也包括在内。俱乐部很快以Sportverein Homburg（洪堡体育俱乐部）之名重建，并在1948年夺取了萨尔兰业余联赛冠军（时为第三级联赛）。1949年1月，俱乐部恢复了FC Homburg的名称。
占领萨尔的法国人作出各种努力，以使得萨尔兰独立于德国或加入法国。这使得1952年奥运会和1954年世界杯上萨尔兰独立组队参赛，萨尔兰建立了短命的国家足球联赛，德国足球俱乐部萨尔布吕肯加入法国足球次级联赛。洪堡从1949年到1951年一直参加萨尔荣誉联赛，取名为FC Homburg-Saar（洪堡萨尔足球俱乐部）。1951年至1952年赛季，德法两国已经商定德国足球俱乐部归入德国足协，萨尔荣誉联赛不复存在，独立的萨尔足球协会重新加入德国足协。
1957年，洪堡第二次取得萨尔兰业余足球联赛冠军，并升入了第二级联赛的西南区。当年12月，俱乐部改用FC 08 Homburg/Saar（洪堡/萨尔08足球俱乐部）的名字。1960年，俱乐部降入到业余足球联赛，1963年业余足球联赛成为了德国足球联赛系统的第四级。
70年代末，俱乐部两次打入德国杯四分之一决赛。80年代初，俱乐部在第三和第四级联赛之间频繁升降。80年代后期是俱乐部最辉煌的一段时光，他们升入德乙，并在1986年杀入德甲。洪堡在德甲打了两个赛季后降级，在1989-90赛季重返德甲，但这是俱乐部最后一次出现在德甲了。此后俱乐部成绩逐渐下滑，最终降到德國足球西南部高級聯賽。
俱乐部曾经在1991年德国杯的第一轮在慕尼黑以4-2击败了拜仁慕尼黑（加时赛）。1951-52赛季，他们从德乙降级。
俱乐部亦在多年的联赛征程上遭遇了一些不幸。1988年，足协以伦理道德的理由禁止球队在球衣上使用球队赞助商的标志，由于该厂商生产安全套。1998年，俱乐部与萨尔布吕肯订立协议，俱乐部将球员借给萨尔布吕肯，以缓解自己的财政问题。尽管这样，1999年，俱乐部还是因为破产导致被剥夺了在地區聯賽西部/西南部賽區的资格，降入德國足球西南部高級聯賽。